# مسمار طين (حضارة وادي الرافدين)

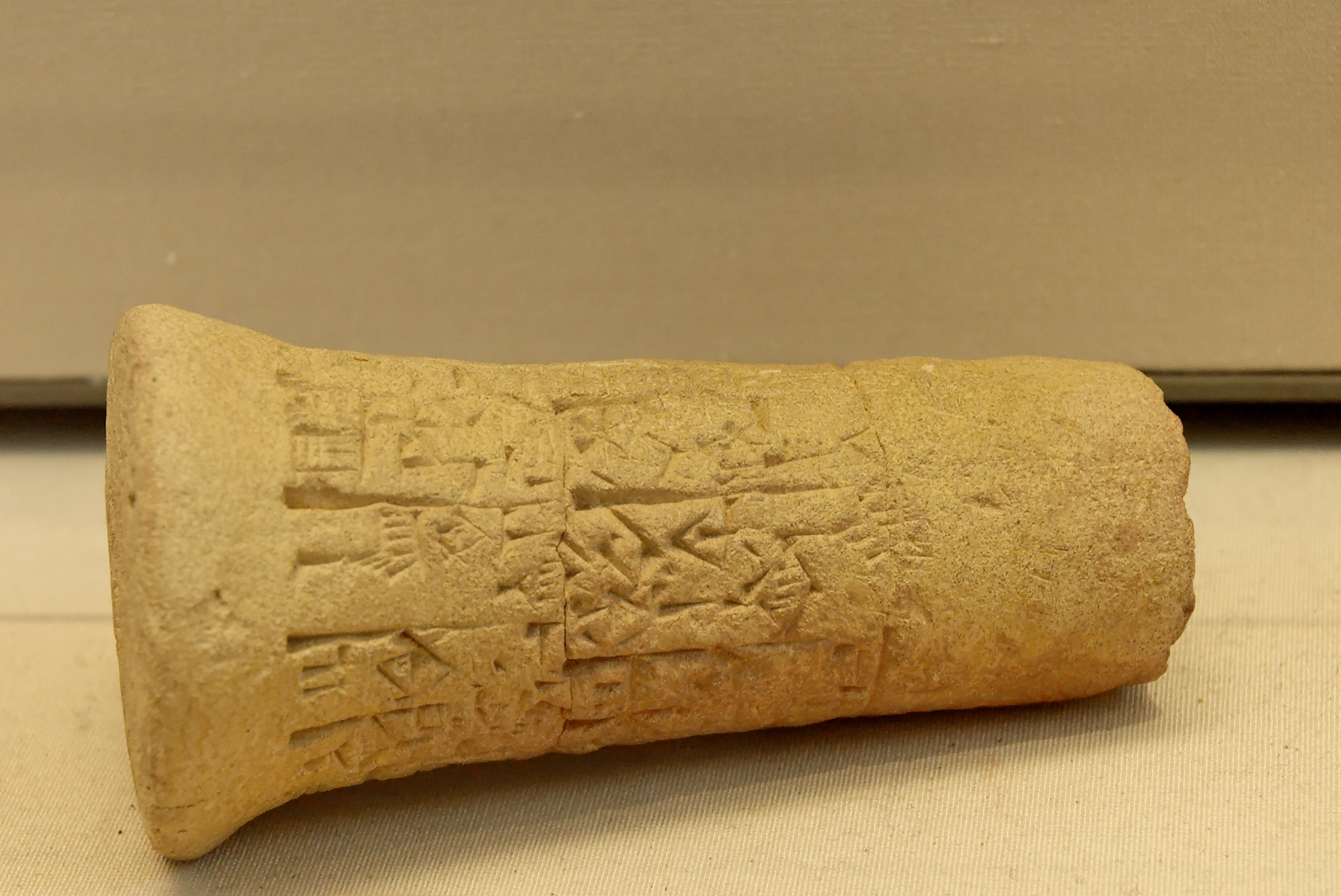
واحدة من أقدم الوثائق الدبلوماسية المعروفة تعود للملك إينتيمينا 2400 قبل الميلاد.

مسمار طين وهو مسمار مخروطي الشكل مصنوع من الطين مكتوب عليه ب اللغة المسمارية مشوي بالفرن ويثبت على جدران المعابد ليدل على إن البناء أو المعبد ملكية سماوية للإله المكرس له المعبد. أستخدم السومريين وسكان وادي الرافدين مسمار الطين ابتداءً من الألف الثالث قبل الميلاد ويسمى مسمار الطين مسامير التكريس أو مسامير التأسيس، المخروطات، الوتد.
أستخدم السومريين مخروطات طينية غير مكتوب عليها ملونة بالوان مختلفة لخلق طرازات من الفسيفساء التزييني على الجدران.

## مثال على مسمار التأسيس

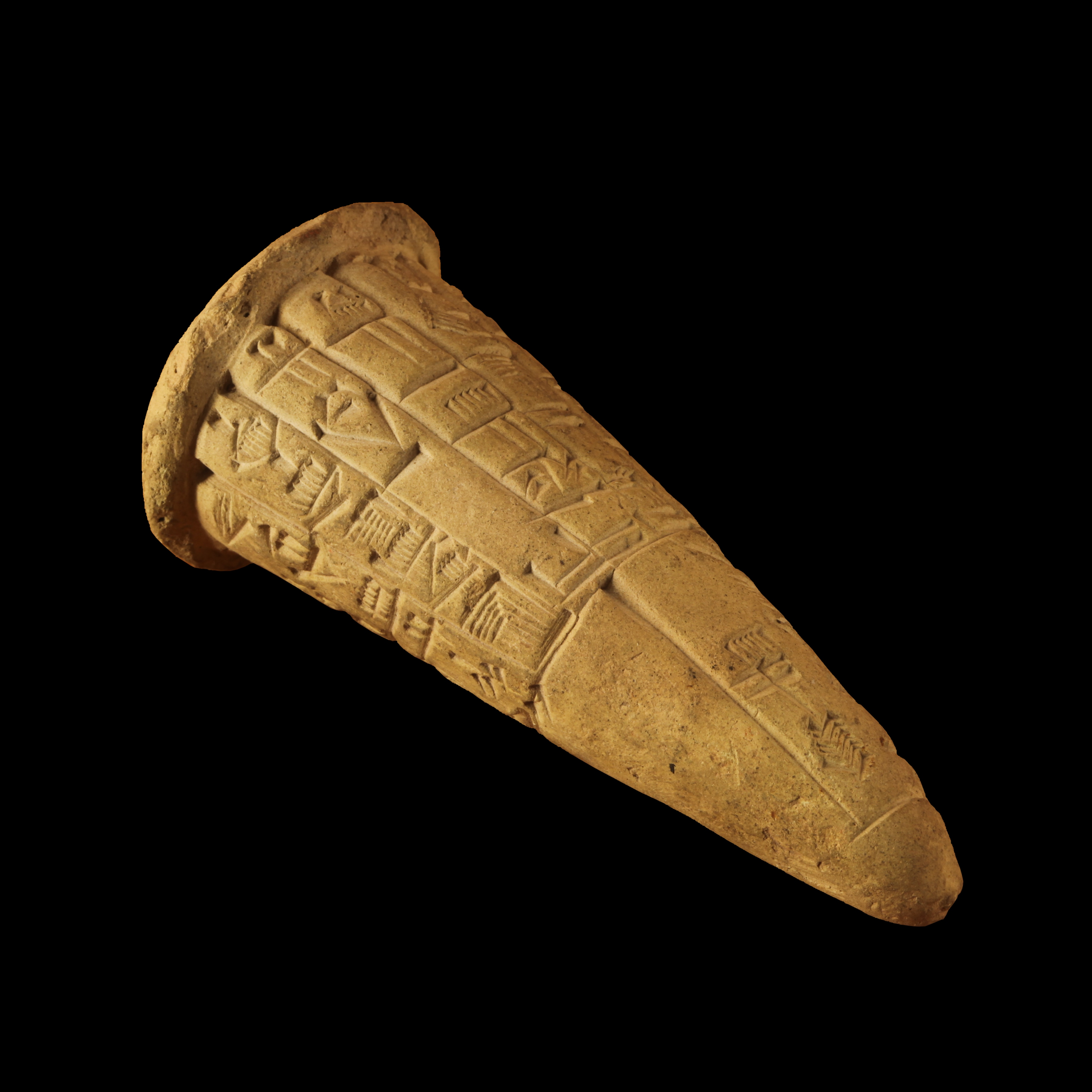
مسمار التأسيس معبد إنانا

مسمار الملك إينتيمينا مثال رئيسي للمسمار الطيني محفوظ بحالة ممتازة فضلاً عن قصة مروية بإسهاب منقوشة عليه.والملك إينتيمينا هو ملك لجش حوالي 2400 قبل الميلاد.